# Liste der Palos des Flamenco
Die nachfolgenden Tabellen listen alphabetisch aktuelle und historische palos des Flamenco auf.
Erklärungen zu den Angaben in den einzelnen Tabellenspalten finden sich in den Erläuterungen.

## Aktuelle Palos
| Palo                      | Ursprungsregion                   | Klassifikationen       | Taktnotation                     | Tonart              | Anmerkungen |
| ------------------------- | --------------------------------- | ---------------------- | -------------------------------- | ------------------- | --- |
| Alboreá                   | (Granada)                         | Compás por soleares    | 3⁄4                              | Dur und Phrygisch   | Gehört wie Cachucha und Mosca zu den cantes de boda ‚Hochzeitsgesängen‘ der in Granada ansässigen Gitanos. |
| Alegría                   | Cádiz Córdoba                     | Cantiñas               | 3⁄4                              | Dur, Moll           | Tanzlied der Region um Cádiz, meist in Dur. Die Alegrías de Córdoba enthalten Passagen in Moll und folgen einem anderen Versschema. |
| Bambera                   | Sevilla                           | Compás por soleares    | 3⁄4                              | Phrygisch           | Auch als Bambas bezeichnet. Aus dem andalusischen Brauchtum des 19. Jahrhunderts übernommener Gesang. Der Name verweist auf die bei Volksfesten aufgestellten Schaukeln, ein beliebter Treffpunkt noch unverheirateter Besucher. |
| Bulería                   | Cádiz Jerez                       | Compás por soleares    | 6⁄8 + 3⁄4 alternierend           | Phrygisch Dur, Moll | Schnelle und rhythmisch komplexe Form des Flamenco. Bei den beliebten Canciones por bulerías handelt es sich um Kompositionen der Popularmusik, die im compás por bulerías interpretiert werden. |
| Bulerías por Soleá        |                                   | Compás por soleares    | 3⁄4 + 6⁄8 alternierend           | Phrygisch           | Bulerías mit Gesangsstrophen im Stil der Soleares, im Tempo schneller als diese (Siehe auch Soleá por Bulerías). |
| Cabales                   |                                   | Compás por seguiriyas  | 3⁄4 + 6⁄8 alternierend           | Dur                 | Meist abschließender Gesangsteil der Seguiriyas mit Wechsel nach Dur, in dieser Funktion etymologisch wahrscheinlich auf die Bezeichnung Cabaletta (italienisch) zurückgehend, einem abschließenden Formteil der italienischen Arie. |
| Caña                      |                                   | Compás por soleares    | 3⁄4                              | Phrygisch           | Mit dem musikalisch eng verwandten Polo eine der ältesten Vorläufer der Soleá. |
| Cantiña                   | Cádiz                             | Cantiñas               | 3⁄4                              | Dur, Moll           | Oberbegriff für Gesänge der Provinz Cádiz in Dur-Moll-Tonalität und im compás der Soleares, auch Bezeichnung für Gesänge, die den Alegrías verwandt sind, aber einen davon abweichenden Strophenbau aufweisen. |
| Caracoles                 | Madrid                            | Cantiñas               | 3⁄4                              | Dur und Phrygisch   | Potpourriartiger, mehrstrophiger Gesang mit namensgebendem Refrain („Caracoles, caracoles ...“) und weitgehend unveränderlicher Form. |
| Carcelera                 | Cádiz Sevilla                     | Cantes a palo seco     | frei                             |                     | Varietät der Martinete mit Themen aus dem Gefängnisleben. |
| Cartagenera               | (Murcia)                          | Fandangos regionales   | 3⁄4 frei                         | (Phrygisch)         | Cante de Levante, häufig zu den Fandangos mineros gezählt, musikalisch aber mehr mit der Malagueña verwandt, als mit der Taranta. |
| Colombiana                |                                   | Cantes de ida y vuelta | 2⁄4 oder 4⁄4                     | Dur                 | Durch Pepe Marchena populär gewordene Kreation der 1930er Jahre mit lateinamerikanischen Einflüssen. |
| Danza Mora                |                                   | Compás por tangos      | 2⁄4 oder 4⁄4                     | Phrygisch           | Zwischen den 1930er und 1970er Jahren bei Gitarristen beliebtes pseudo-orientalisches Instrumentalstück im Stil des Alhambrismo, mit Bordunbässen und Elementen der Zambra. Andere Bezeichnungen: Zambra morisca, Danza árabe. |
| Debla                     | Sevilla                           | Cantes a palo seco     | frei                             | Phrygisch           | ähnlich der Toná |
| Fandango                  |                                   | Fandangos              | 3⁄4 oder 3⁄8                     | (Phrygisch)         | Gilt als eine der elementaren Kategorien des Flamenco, viele regionale und individuelle Varietäten. |
| Fandangos mineros         | Almería Murcia                    | Fandangos mineros      | 3⁄4 oder frei                    | (Phrygisch)         | Oberbegriff für Fandangos aus den Minenregionen des östlichen Andalusien. |
| Fandanguillo              | Huelva                            | Fandangos              | 3⁄4 oder 3⁄8                     | (Phrygisch)         | Synonym für Fandangos personales auf Basis der Fandangos de Huelva. |
| Farruca                   |                                   | Compás por tangos      | 2⁄4 oder 4⁄4                     | Moll                | |
| Garrotín                  | (Katalonien)                      | Compás por tangos      | 2⁄4 oder 4⁄4                     | Dur                 | |
| Granaína, Media Granadina | Granada                           | Fandangos regionales   | 3⁄4 frei                         | (Phrygisch)         | Lyrischer Cante de Levante, wobei es sich bei der Media Granadina um eine virtuose Kreation des Sängers Antonio Chacón handelt. |
| Guajira                   | Kuba                              | Cantes de ida y vuelta | 6⁄8 + 3⁄4 alternierend           | Dur                 | Der Ursprung liegt in Kuba und die Texte handeln hauptsächlich von Havanna, in Spanien bereits Ende des 19. Jahrhunderts ins Flamencorepertoire übernommen. |
| Jabera                    | Málaga                            | Fandangos regionales   | 3⁄4                              | (Phrygisch)         | Ein Fandango und einer der ältesten Palos der Region. |
| Jaleo                     | Extremadura                       | Compás por soleares    | 3⁄4 oder 3⁄8                     | Dur, Moll Phrygisch | Ursprünglich ein populärer Bühnentanz in Dur oder Moll, heute als Bezeichnung für eine Bulerías-Varität aus der Extremadura in Phrygisch. |
| Liviana                   | Cádiz Sevilla                     | Compás por seguiriyas  | 3⁄4 + 6⁄6 alternierend           | Phrygisch           | Häufig einleitender Gesang einer Serrana, von liviano/a ‚Leitesel‘. |
| Malagueña                 | Málaga                            | Fandangos regionales   | 3⁄8 oder 3⁄4 oder frei           | (Phrygisch)         | Die Familie der Malagueñas umfasst zahlreiche regionale und individuelle estilos, wobei sich die Version des Sängers „El Mellizo“ aus Cádiz in Form und Melodik signifikant von den anderen Stilen unterscheidet. Die gesungenen Varianten sind überwiegend metrisch frei. |
| Marianas                  | Sevilla                           | Compás por tangos      | 2⁄4 oder 4⁄4                     | Moll                | Ein bereits am Ende des 19. Jahrhunderts dokumentierter palo ungeklärter Herkunft, im Tempo vergleichbar den Tientos. |
| Martinete                 |                                   | Cantes a palo seco     | 3⁄4 + 6⁄8 alternierend oder frei |                     | Gesungen im freien Rhythmus, getanzt im Rhythmus der Seguiriya. |
| Milonga                   | Argentinien                       | Cantes de ida y vuelta | 2⁄4 oder 4⁄4                     | Moll                | Stammt aus der argentinischen Folklore. |
| Minera                    | Almería Jaén                      | Fandangos mineros      | frei                             | (Phrygisch)         | Thematisch und musikalisch mit den cantes mineros verwandt. |
| Mirabrás                  | Cádiz                             | Cantiñas               | 3⁄4                              | Dur, Moll           | Dieser Gesang stammt nach Ansicht einiger Autoren aus Sanlúcar de Barrameda. |
| Petenera                  |                                   | (Baile popular)        | 6⁄8 + 3⁄4 alternierend           | Phrygisch           | Um 1890 ein beliebter Modetanz der andalusischen Akademien, in einer metrisch strengen und einer freieren Variante frühzeitig ins Repertoire cante flamenco übernommen. |
| Polo                      |                                   | Compás por soleares    | 3⁄4                              | Phrygisch           | Gehört mit der Caña zu den Vorläufern der Soleá. Ein Vorläufer des polo natural soll der historische polo de Tobalo gewesen sein. |
| Romance                   | Cádiz Sevilla                     |                        |                                  | Dur                 | |
| Romera                    | Cádiz                             | Cantiñas               | 3⁄4                              | Dur                 | Dieser Gesang stammt nach Ansicht einiger Autoren aus Sanlúcar de Barrameda. |
| Rondeña                   | Málaga                            | Fandangos regionales   | 3⁄4 oder frei                    | (Phrygisch)         | Es handelt sich um einen ‚fandango abandolao’, der häufig auch zum Abschluss einer Malagueña verwendet wird. Der Gitarrist Ramón Montoya hat in den 1930er Jahren eine virtuose Soloversion der Rondeña geschaffen, die als toque libre das Dreiermetrum der gesungenen Form nur andeutet. |
| Rumba flamenca            | Kuba Barcelona, Madrid            | Cantes de ida y vuelta | 2⁄4 oder 4⁄4                     | Phrygisch Dur, Moll | Kubanisch-afrikanischen Ursprungs, insbesondere durch Einflüsse der in Barcelona entstandenen Rumba catalana und der Rumba del sur aus den Vororten Madrids seit den frühen 1960er Jahren ein eigenständiges und dominantes Genre der spanischen Populärmusik. |
| Saeta                     |                                   | Cantes a palo seco     |                                  |                     | Gesang, der zu den Prozessionen der Semana Santa (Karwoche) zu Ehren der Jungfrau Maria gesungen wird. |
| Seguiriya                 |                                   | Compás por seguiriyas  | 3⁄4 + 6⁄8 alternierend           | Phrygisch           | Von Seguidilla. Andere Schreibweisen: Seguirilla oder Siguiriya. Die älteste Form des cante jondo und eine der ältesten des Flamenco überhaupt. |
| Serrana                   |                                   | Compás por seguiriyas  | 3⁄4 + 6⁄8 alternierend           | Phrygisch           | Melodisch mit Caña und Polo verwandter Gesang im compás der Seguiriyas, der stimmlich einen großen Tonumfang erfordert, und der in nostalgischen Texten das Leben von Schäfern und Gesetzeslosen in den andalusischen Gebirgsregionen des 19. Jahrhunderts schildert. |
| Sevillanas                | Sevilla                           | Baile popular          | 3⁄4                              | Dur, Moll Phrygisch | Ursprünglich aus den Seguidillas sevillanas entstandener Paartanz, aus dem sich ein eigenständiges Genre der andalusischen Popularmusik entwickelt hat. |
| Soleá                     | Cádiz Córdoba Sevilla             | Compás por soleares    | 3⁄4                              | Phrygisch           | Plural soleares. Einer der Basisgesänge des Flamenco mit zahlreichen regionalen und individuellen Varianten. |
| Soleá por Bulerías        |                                   | Compás por soleares    | 3⁄4 + 6⁄8 alternierend           | Phrygisch           | Eine Soleá mit Metrik und Tonalität der Bulerías, im Tempo etwas langsamer als diese. |
| Tango                     | Cádiz Málaga Sevilla Granada      | Compás por tangos      | 2⁄4 oder 4⁄4                     | Phrygisch Dur, Moll | Eine der Basisformen des Flamenco mit zahlreichen regionalen und individuellen Varianten, insbesondere in Cádiz, Málaga (Tangos del Piyayo) Sevilla (Tangos del Titi), Granada und der Extremadura (Tangos extremeños). |
| Tanguillo                 | Cádiz                             | Compás por tangos      | 2⁄4 (triolisch) oder 6⁄8         | Dur, Moll Phrygisch | Wahrscheinlich aus dem Zapateado de Cádiz entstanden, seit den 1980er Jahren meist mit komplexer Polymetrik ausgeführt. Als eigenständiges Genre seit dem Ende des 19. Jahrhunderts zum Brauchtum des Karneval von Cádiz gehörig. |
| Taranta                   | Almería Jaén                      | Fandangos mineros      | 3⁄4 frei                         | (Phrygisch)         | Gehört zu den Cantes de Levante und darin zu den Cantes de las Minas. |
| Taranto                   | Almería                           | Fandangos mineros      | 2⁄4 oder 4⁄4                     | (Phrygisch)         | Formal ähnlich der Taranta, jedoch acompasado im Metrum der Tangos. |
| Tiento                    | Cádiz Sevilla                     | Compás por tangos      | 2⁄4 oder 4⁄8                     | Phrygisch           | Langsamere Variante der Tangos, nicht zu verwechseln mit dem Tiento der spanischen Komponisten der Renaissance. |
| Toná                      | Cádiz Sevilla                     | Cantes a palo seco     | frei                             |                     | Eine der ältesten Formen, nach Ansicht einiger Autoren Ursprung der Martinetes und Deblas. |
| Verdiales                 | Málaga                            | Fandangos regionales   | 3⁄4                              | (Phrygisch)         | Die ursprünglich zum ländlichen Brauchtum gehörigen Verdiales gehen nach Ansicht einiger Autoren auf maurische Einflüsse zurück. Sie werden traditionsgemäß von Ensembles ausgeführt, den Pandas de Verdiales, die aus Sängern, Instrumentalisten (Violinen, Gitarren und Perkussionsinstrumente) und Tänzern bestehen. |
| Vidalita                  | Argentinien, Bolivien und Uruguay | Cantes de ida y vuelta | 2⁄4 oder 4⁄4                     | Dur, Moll           | Gesang hispanoamerikanischer Herkunft, der mit der Zeit flamenkisiert wurde. Ähnlich der Milonga. |
| Zambra                    | Granada                           | Compás por tangos      | 2⁄4 oder 4⁄4                     | Phrygisch Dur, Moll | Zwischen den 1930er und 1960er Jahren auch im Flamenco beliebter estilo des Canción española, mit pseudo-orientalischen Elementen und maurischer oder gitano-Thematik. Eines der bekanntesten Beispiele ist die um 1935 erstmals veröffentlichte Zambra La niña de fuego von Manuel López-Quiroga und Rafael de León, die auch von Flamencokünstlern wie José Mendoza Dominguez (1907–1964), genannt „(El) Niño de Utrera“ (1935), Juan Varea und 1944 Manolo Caracol Davon zu unterscheiden ist die Zambra granadina, die öffentliche Darbietung von Liedern und Tänzen des Repertoires der gitanos aus Granada für Touristen. |
| Zángano                   | Puente Genil (Córdoba)            | Fandangos regionales   | 3⁄4                              | (Phrygisch)         | Ländliche Fandangovariante aus der Region zwischen Córdoba und Málaga. |
| Zapateado                 |                                   | Baile popular          | 2⁄4 (triolisch) oder 6⁄8         | Dur                 | Ursprünglich ein Tanzlied, später ein virtuoser Bühnentanz, aktuell wieder als Solostück des Gitarrenrepertoires wiederbelebt. |
| Zorongo                   |                                   | Baile popular          | 6⁄8 + 3⁄4 alternierend           | Phrygisch           | Tanzlied, das durch eine Bearbeitung Federico García Lorcas und deren Aufnahme mit La Argentinita im Jahre 1931 auch im Flamencorepertoire populär wurde. |

## Historische Palos
| Palo       | Ursprungsregion | Klassifikationen     | Taktnotation           | Tonart      | Anmerkung |
| ---------- | --------------- | -------------------- | ---------------------- | ----------- | --- |
| Chufla     | Cádiz           | Compás por tangos    | 2⁄4 oder 6⁄8           | Dur         | Seit Anfang des 20. Jahrhunderts nicht mehr gepflegte Varietät des Tanguillo mit Elementen der Bulerías.                                                                                          |
| Giliana    | Sevilla         |                      |                        |             | Möglicherweise eine historische Varietät der Cantiñas mit Elementen der Romance |
| Jabegote   | Málaga          | Fandangos regionales | 3⁄4                    | (Phrygisch) | Gesang der Fischer beim Flicken der Netze. Auch cante de los marengos genannt, nach der in der Region Málaga üblichen Bezeichnung „marengo“ für Angehörige dieser Berufsgruppe.                   |
| Pregón     |                 | Cante a palo seco    |                        |             | Plural pregones. Musikalisch gestaltete Verkaufsrufe ambulanter Händler. |
| Rosas      | Cádiz           | Cantiñas             | 3⁄4                    | Dur, Moll   | Auch Alegrías por rosas oder Róas. Etymologie unklar, möglicherweise „rosa“ als Bezeichnung für „ausschmückende“ musikalische Variationen.                                                        |
| Temporera  | Cabra (Córdoba) | Cantes camperos      |                        |             | Andalusisches fandangoähnliches Arbeitslied, das zur Erntezeit gesungen wurde. |
| Zarabanda  |                 | (Baile popular)      | 3⁄4                    |             | Historische Tanzform, im Flamencorepertoire nicht belegt. |
| Vito       |                 | Baile popular        | 3⁄8                    | Phrygisch   | Volkstümlicher Tanz und Bestandteil des Bühnenrepertoires des 19. Jahrhunderts. |
| Zarandillo |                 | Baile popular        | 6⁄8 + 3⁄4 alternierend | Dur         | Tanzlied, aus dessen Tempo und Rhythmus einige Autoren eine Verwandtschaft mit der volkstümlichen, schnellen Form der Sarabande ableiten. Bestandteil des Bühnenrepertoires des 19. Jahrhunderts. |

## Erläuterungen
Die Angaben der Spalte Klassifikationen entstammen verschiedenen Klassifikationssystemen und beruhen daher auf unterschiedlichen Kriterien:
- Compás por (...) bezeichnet Gemeinsamkeiten unterschiedlicher palos in Metrum und Akzentverteilung.
- Cantiñas sind palos der Region Cadíz, mit Gemeinsamkeiten in Herkunft, Form und Harmonik.
- Fandangos bilden eine Gruppe mit Gemeinsamkeiten in Form und Harmonik.
- Cantes de ida y vuelta sind palos mit hispanoamerikanischer Herkunft.
- Cantes a palo seco sind Gesänge ohne Instrumentalbegleitung.

Die in der Spalte Taktnotation aufgeführten Taktangaben entsprechen den in der Notationspraxis am häufigsten verwendeten Taktvorzeichnungen, auch wenn diese, wie im Fall des compás por seguiriyas nicht immer die reale Akzentverteilung darzustellen vermögen.
In der Spalte Tonart ist bei den palos der Kategorie Fandangos bei der in Klammern gesetzten Angabe „Phrygisch“ zu beachten, dass die Gesangsstrophen dieser Gruppe harmonisch von Einflüssen der Dur-Moll-Tonalität geprägt sind, wodurch eine für diese Gruppe charakteristische tonale Mischform zwischen Phrygisch und Dur entsteht, in einigen regionalen Varianten, wie den Fandangos de Alosno, auch zwischen Phrygisch und Moll.
In der Gruppe der Fandangos kann die in der Spalte Ursprungsregion angegebene geographische Herkunft einigermaßen verlässlich bestimmt werden, bei allen anderen palos (mit Ausnahme der cantes de ida y vuelta, die mehrheitlich in Hispanoamerika entstanden sind) finden sich im Flamencoschrifttum teilweise voneinander abweichende Angaben.